# Canal Cheong Jagerroos
Canal Cheong Jagerroos (née en 1968) est une artiste contemporaine chinoise. Élevée dans une famille d'artistes à Macao, Cheong Jagerroos travaille principalement dans la peinture abstraite et les installations. Ses œuvres sont exposées dans le monde entier depuis les années 1980. Alors que Cheong Jagerroos est surtout connue pour ses peintures abstraites, ses œuvres ultérieures sont basées sur l'art conceptuel,. Elle travaille sur des cadres en bois qu'elle recouvre de multiples couches de papier de riz selon une technique qu'elle a elle-même développé. Son art est imprégné d'anciens symboles métaphoriques, de signes et d'expressions contemporaines.
Ses expositions solos de peintures à grande échelle Projet d'art bleu et rouge et Île flottante ont été exposées au Musée d'Art de Salo, Musée d'Art de Jyväskylä, Musée d'Art de Joensuu, Musée d'art de Rovaniemi et Xian Art Museum de 2018 à mai 2020. Elle partage actuellement son temps de vie et de travail entre Helsinki, Shanghai, Nice, Berlin et Tokyo.

## Biographie
Canal Cheong Jagerroos est né dans une famille d'artistes et a grandi à Macao. Son père était artiste peintre et sa mère chanteuse d'opéra. Depuis qu'elle est toute petite, Cheong Jagerroos veut être artiste. Elle a appris la peinture traditionnelle chinoise dès son plus jeune âge, notamment par son père, qui a joué un rôle important dans son éducation artistique en lui insufflant la base solide de l'art traditionnel chinois et les formes de la tradition,. 
Elle a épousé le finlandais-suédois Johan Jägerroos en 1991, qu'elle a rencontré en 1987 alors qu'elle étudiait à l'Académie des beaux-arts de Guangzhou en Chine tandis que Johan Jägerroos étudiait le chinois à l'université Sun-Yat-sen. Ensemble, ils ont deux enfants, leur fils est né en France et leur fille en Suisse. Au cours des 30 dernières années, Cheong Jagerroos a vécu et travaillé dans de nombreux pays d'Asie, d'Europe et d'Afrique. Les expériences qu'elle a acquises en vivant dans les diverses villes telles que Hong Kong, Shanghai, Strasbourg, Zürich, Trieste, Dakar et Helsinki ont influencé son travail professionnel,.

### Éducation
Cheong Jagerroos a étudié les beaux-arts à l'Académie des beaux-arts de Guangzhou. Elle a entre autres suivi des cours de peinture chinoise, de peinture à l'huile, d'art contemporain, d'arts appliqués et d'art expérimental. Elle a terminé ses cours en 1989 et est retournée à Macao, pour reprendre ses études de graphisme à Hong Kong à l'Université ouverte de Hong Kong pendant un an.

### Style artistique

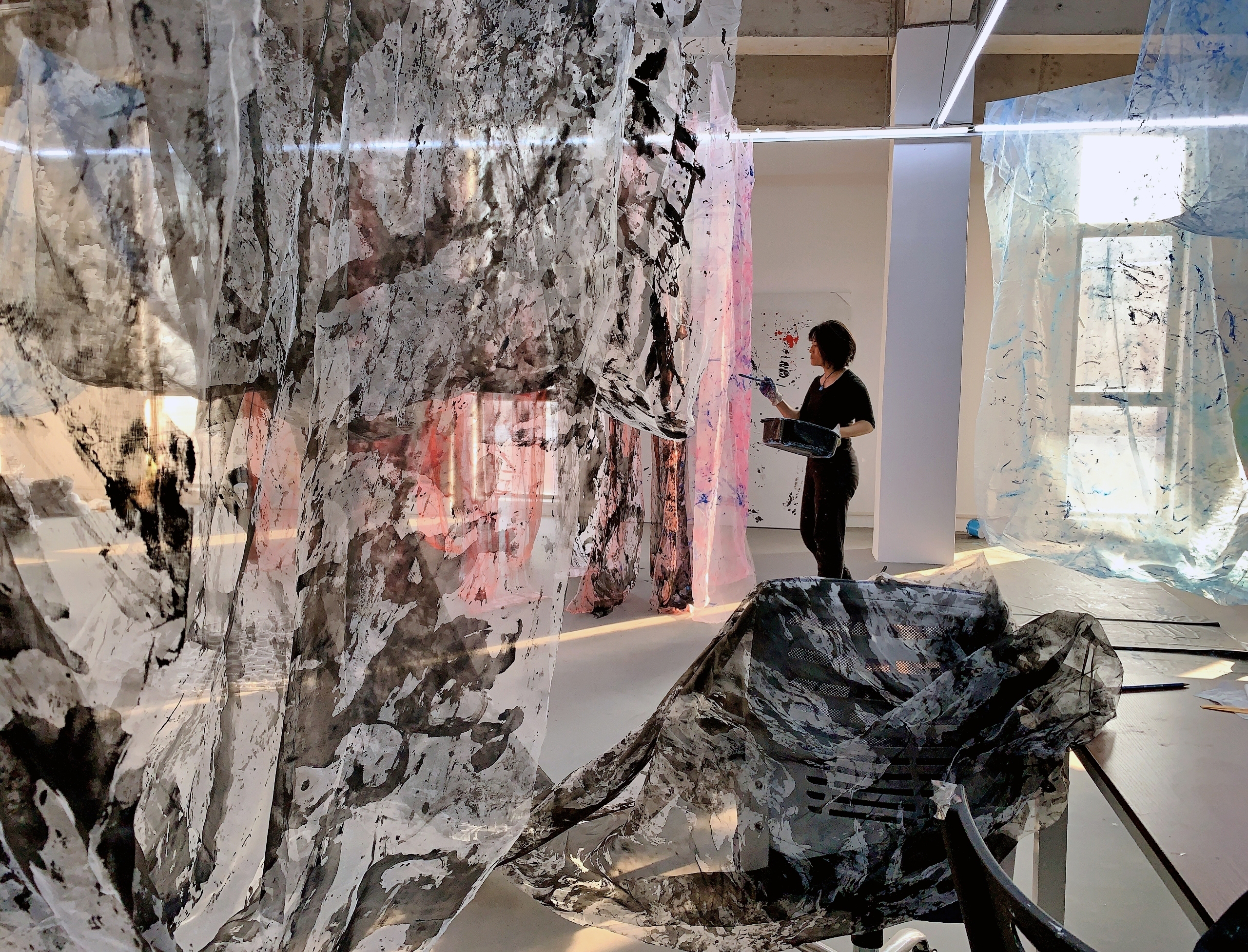
Canal Cheong Jagerroos dans son studio à Shanghai.

Grâce à une technique de superposition de papier de riz qu'elle a elle-même développé, Cheong Jagerroos dépeinds les effets cumulatifs des changements urbains en incorporant dans ses tableaux des dessins, des signes, des symboles, des techniques mixtes et de la calligraphie. Elle combine des techniques traditionnelles chinoises et des compositions abstraites géantes obtenant ainsi une expression plastique très contemporaine.  Les villes occidentales et orientales où Cheong Jagerroos a vécu, influencent et façonnent ses créations artistiques. Les Occidentaux repèrent facilement la profusion d'éléments chinois, tels que la calligraphie, dans son travail. Toutefois les papiers de riz et le collage qu'elle utilise également en abondance, restent plus difficiles à remarquer. « Sa technique unique de construction, de déconstruction et de reconstruction est en fait extrêmement compliquée et sophistiquée », a commenté Crystal Xu, conservatrice en chef et directrice de la Beijing Being 3 Gallery.
Sous l'influence de deux philosophes, Bada Shanren (1626-1705) et Laozi (530 av. J.-C.), elle s'inspire des enjeux sociaux contemporains, par l'observation des lois de la nature et de son évolution. Elle se laisse guider par ses sentiments personnels et par une grande authenticité envers elle-même.
| Pays        | Ville      | Année            | Titre de l'exposition                          | Galerie                           |
| ----------- | ---------- | ---------------- | ---------------------------------------------- | --------------------------------- |
| Chine       | Xian       | 2017             | Beholders - B&RAP                              | Xian Art Museum                   |
| Chine       | Pékin      | 2018             | Awaking                                        | Being 3 Gallery                   |
| Chine       | Macao      | 2014             | Pure Affection I (純 觸覚)                     | Rui Cunha Foundation              |
| Chine       | Hong Kong  | 2010             | Essence of A Girl                              | Gallery Karin Weber               |
| Finlande    | Helsinki   | 2008             | Realm of Solitude                              | Galleria Bulevardi 7              |
| Finlande    | Helsinki   | 2010             | Carpe Diem                                     | Galleria Uusitalo                 |
| Finlande    | Helsinki   | 2014             | Infinity – Boundless                           | Galleria A_C Gallery              |
| Finlande    | Tampere    | 2017             | Inverse Nature Stage II - B&RAP                | Finlayson Art Area                |
| Finlande    | Salo       | 2018             | Floating Island – Tower                        | Salo Art Museum Roundhouse        |
| Finlande    | Joensuu    | 2019             | Undefined Exclusion                            | Joensuu Art Museum                |
| Finlande    | Söderkulla | 2019             | Essence of Growth                              | Gumbostrand Konst & Form          |
| Finlande    | Jyväskylä  | 2019             | Floating Island – Utopia                       | Jyväskylä Art Museum              |
| Finlande    | Punkaharju | 2020             | Floating Island – Drifting, Linear Hope        | Saimaan Taideluola Art Cave       |
| Finlande    | Rovaniemi  | 2020             | Floating Island-Beyond Arctic, Extract - B&RAP | Korundi Rovaniemi Art Museum      |
| France      | Strasbourg | 1995, 1999       | Lover, Autumn Color                            | Gallery Sum Qui Sum               |
| France      | Cannes     | 2013             | Royaume des Saisons                            | Galerie Geneviève Marty           |
| Italie      | Trieste    | 2002             | The Sound of Nature                            | Galleria Rettori Tribbio          |
| Italie      | Venice     | 2013             | Time. Space. Existence                         | 55th Venice Biennale              |
| Japon       | Chiba      | 2016             | Three Persons Exhibition (縁. 市川市館)        | Yoshizawa Garden Gallery          |
| Portugal    | Estoril    | 2013             | Pure Affection II                              | Galeria de Arte do Casino Estoril |
| Sénégal     | Dakar      | 2004             | An African Girl                                | Dak'art Biennale                  |
| Sénégal     | Dakar      | 2004             | Morning Task                                   | DWGS Art                          |
| Suède       | Göteborg   | 2008             | A Silver Day                                   | Galeria Viktoria                  |
| Suède       | Stockholm  | 2011             | Summerdream                                    | Galleri Utställningssalongen      |
| Suède       | Göteborg   | 2012             | Selective Reality                              | Galeria Viktoria                  |
| Suisse      | Zurich     | 1998, 2000, 2001 | Home, Seeking for Kingdom, Evening Party       | Gallery Arrigo                    |
| Suisse      | Bâle       | 2017             | Reality of Transcendence - B&RAP               | Basel Art Centre                  |
| Royaume-Uni | Londres    | 2013             | Seeking for Inner-Self                         | Gallery NTG                       |
| USA         | Miami      | 2016             | Eternal Love                                   | Tranter Gallery                   |
| USA         | Miami      | 2020             | Floating Island- Realm of Wonder               | Tranter Gallery                   |